# Doğubeyazıt
Doğubeyazıt là một huyện thuộc tỉnh Ağri, Thổ Nhĩ Kỳ. Huyện có diện tích 2416 km² và dân số thời điểm năm 2007 là 111299 người, mật độ 46 người/km².